# Unione Calcio Sampdoria 2022-2023
Questa voce raccoglie le informazioni riguardanti l'Unione Calcio Sampdoria nelle competizioni ufficiali della stagione 2022-2023.

## Stagione
La stagione 2022-2023 è per la Sampdoria la 66ª partecipazione nella massima serie del Campionato italiano di calcio, l'11ª consecutiva; in panchina viene confermato Marco Giampaolo.
La Sampdoria esordisce con la sconfitta per 0-2 contro l'Atalanta, pareggia in seguito per 0-0 con la Juventus e perde 4-0 contro la Salernitana. Dopo il pareggio per 1-1 contro la Lazio, inizia un brutto periodo per i blucerchiati, che perdono contro Verona, Milan, Spezia e Monza. Con appena 2 punti in 8 partite e soli 4 gol messi a segno, è la peggior partenza di sempre della squadra, pertanto Giampaolo viene sollevato dal suo incarico di allenatore e sostituito da Dejan Stanković. Ciononostante, la squadra staziona nella zona bassa della classifica (con sole sei reti segnate in quindici partite).
In Coppa Italia, ai trentaduesimi di finale, arriva un 1-0 contro la Reggina. Ai sedicesimi di finale la squadra è opposta invece all'Ascoli, in una partita che finisce 1-1 ai regolamentari e 2-2 ai supplementari; ai tiri di rigore finisce 9-8 per i liguri, poi battuti 1-0 dalla Fiorentina allo Stadio Artemio Franchi.
Nella sosta invernale per i Mondiali di Calcio 2022 in Qatar, per chi non è stato convocato nelle nazionali partecipanti, ha inizio il ritiro in Turchia organizzato dalla società. Dopo la sosta, la vittoria sul campo del Sassuolo (1-2) illude la compagine blucerchiata, che nei turni successivi non riesce ad uscire dalla zona retrocessione. Alla fine del girone d'andata, l'andamento è negativo: i blucerchiati chiudono al penultimo posto con un punto di vantaggio sulla Cremonese, avendo collezionato nove punti, con sole otto reti realizzate (record negativo nella storia della Serie A a 20 squadre, visto che nessuna squadra aveva mai segnato meno di dieci gol in tutto il girone d'andata).
Il girone di ritorno conferma le difficoltà della Sampdoria, aggravate l'8 aprile dalla sconfitta nella sfida interna contro la neopromossa Cremonese, in uno scontro diretto per la retrocessione che vede vincitrice la squadra lombarda e che relega i blucerchiati all'ultimo posto in classifica, e i rivali spezzini contribuiscono pareggiando in rimonta al Ferraris. Il verdetto della retrocessione arriva un mese dopo: la sconfitta per 2-0 contro l'Udinese alla quintultima giornata condanna la Sampdoria alla Serie B dopo undici anni di massima serie. All'ultima giornata, persa per 2-0 in casa del Napoli campione, il capitano Fabio Quagliarella si svincola dopo sette anni in blucerchiato, venendo applaudito dall'intero stadio.

## Divise e sponsor
Per la stagione 2022-2023 lo sponsor tecnico è Macron, il main jersey sponsor è Banca Ifis, il second jersey sponsor è la mia Liguria, il back jersey sponsor è IBSA, il sleeve jersey sponsor è DR Automobiles e il warm up back jersey sponsor è MSC Crociere.
| Casa | Trasferta | Terza maglia |

## Organigramma societario
Area direttiva
- Presidente: Marco Lanna
- Consigliere: Alberto Bosco, Gianni Panconi, Antonio Romei
- Direttore Operativo: Alberto Bosco
- Staff Presidenza e Direzione Operativa: Cinzia Bruzzese, Tiziana Pucci
- Direttore Amministrativo: Alberto Gambale
- Amministrazione: Marco Pesce, Nicole Rinaldi, Alessio Rosabianca, Paolo Speziari
- Segretario Generale: Massimo Ienca
- Segreteria sportiva e affari internazionali: Federico Valdambrini
- Segreteria: Cristina Calvo, Cecilia Lora

Area comunicazione e marketing
- Direttore comunicazione: Alberto Marangon
- Capo ufficio stampa: Federico Berlinghieri
- Ufficio stampa: Federico Falasca, Sara Ganapini, Alessandro Pintimalli
- Direttore marketing: Marco Caroli
- Responsabile commerciale: Luca Donati
- Area marketing: Christian Monti, Nicoletta Sommella
- Responsabile Biglietteria e SLO: Sergio Tantillo
- Service Center Sampdoria: Alice Carrodani, Alberto Casagrande

Area sportiva
- Responsabile aree tecniche: Carlo Osti
- Direttore Sportivo: Daniele Faggiano
- Responsabile scouting: Mattia Baldini
- Coordinatore scouting: Fabio Papagni
- Team Manager: Alberto Marangon

Area tecnica
- Allenatore: Dejan Stanković
- Vice allenatore: Nenad Sakić
- Collaboratori tecnici: Angelo Palombo, Andrea Fardone, Nicolò Buono
- Preparatore atletico: Federico Pannoncini
- Preparatore dei portieri: Michele De Bernardin, Pierluigi Brivio
- Video Analyst: Vincenzo Sasso

Area sanitaria
- Responsabile area medica: Amedeo Baldari
- Medici sociali: 	Prof. Claudio Mazzola, Dott. Alessandro Rollero, Dott. Gian Edilio Solimei
- Kinesiologo e riabilitatore di campo: Umberto Borino
- Fisioterapisti e massaggiatori: Roberto Cappannelli, Valerio Chiappe, Mauro Doimi, Davide Maestri, Luca Traggiai, Alessio Vanin

## Rosa
Aggiornata al 31 gennaio 2023
| N. |                        | Ruolo | Calciatore        |
| -- | ---------------------- | ----- | ----------------- |
| 1  | Italia (bandiera)      | P     | Emil Audero       |
| 2  | Argentina (bandiera)   | D     | Bruno Amione      |
| 3  | Italia (bandiera)      | D     | Tommaso Augello   |
| 4  | Spagna (bandiera)      | C     | Gonzalo Villar    |
| 4  | Germania (bandiera)    | D     | Koray Günter      |
| 5  | Italia (bandiera)      | C     | Valerio Verre     |
| 5  | Grecia (bandiera)      | D     | Marios Oikonomou  |
| 7  | Serbia (bandiera)      | C     | Filip Đuričić     |
| 8  | Venezuela (bandiera)   | C     | Tomás Rincón      |
| 9  | Italia (bandiera)      | A     | Manuel De Luca    |
| 10 | Italia (bandiera)      | A     | Francesco Caputo  |
| 10 | Paesi Bassi (bandiera) | A     | Sam Lammers       |
| 11 | Marocco (bandiera)     | C     | Abdelhamid Sabiri |
| 13 | Italia (bandiera)      | D     | Andrea Conti      |
| 14 | Inghilterra (bandiera) | C     | Ronaldo Vieira    |
| 15 | Gambia (bandiera)      | D     | Omar Colley       |
| 17 | Paesi Bassi (bandiera) | D     | Bram Nuytinck     |
| 18 | Argentina (bandiera)   | A     | Ignacio Pussetto  |
| 19 | Venezuela (bandiera)   | C     | Telasco Segovia   |
| 20 | Inghilterra (bandiera) | C     | Harry Winks       |
| 21 | Colombia (bandiera)    | D     | Jeison Murillo    |

| N. |                     | Ruolo | Calciatore                    |
| -- | ------------------- | ----- | ----------------------------- |
| 22 | Italia (bandiera)   | P     | Nikita Contini                |
| 22 | Slovenia (bandiera) | P     | Martin Turk                   |
| 23 | Italia (bandiera)   | A     | Manolo Gabbiadini             |
| 24 | Polonia (bandiera)  | D     | Bartosz Bereszyński           |
| 25 | Italia (bandiera)   | D     | Alex Ferrari                  |
| 26 | Turchia (bandiera)  | C     | Emirhan İlkhan                |
| 27 | Italia (bandiera)   | A     | Fabio Quagliarella (capitano) |
| 28 | Spagna (bandiera)   | C     | Gerard Yepes                  |
| 29 | Italia (bandiera)   | D     | Nicola Murru                  |
| 30 | Italia (bandiera)   | P     | Nicola Ravaglia               |
| 31 | Italia (bandiera)   | C     | Lorenzo Malagrida             |
| 32 | Italia (bandiera)   | P     | Elia Tantalocchi              |
| 34 | Italia (bandiera)   | A     | Daniele Montevago             |
| 36 | Italia (bandiera)   | C     | Flavio Paoletti               |
| 37 | Francia (bandiera)  | C     | Mehdi Léris                   |
| 38 | Serbia (bandiera)   | A     | Mihailo Ivanović              |
| 59 | Italia (bandiera)   | D     | Alessandro Zanoli             |
| 70 | Italia (bandiera)   | C     | Simone Trimboli               |
| 80 | Francia (bandiera)  | C     | Mickaël Cuisance              |
| 99 | Spagna (bandiera)   | A     | Jesé                          |

## Calciomercato

### Sessione estiva(dall'1/7 al 1/9)
| Acquisti         | Acquisti               | Acquisti        | Acquisti                            |
| R.               | Nome                   | da              | Modalità                            |
| ---------------- | ---------------------- | --------------- | ----------------------------------- |
| P                | Nikita Contini         | Napoli          | prestito                            |
| D                | Bruno Amione           | Verona          | prestito                            |
| D                | Jeison Murillo         | Celta Vigo      | fine prestito                       |
| C                | Filip Đuričić          | Sassuolo        | svincolato                          |
| C                | Mehdi Léris            | Brescia         | fine prestito                       |
| C                | Ignacio Pussetto       | Watford         | prestito                            |
| C                | Abdelhamid Sabiri      | Ascoli          | riscatto cartellino (1 milione €)   |
| C                | Telasco Segovia        | Deportivo Lara  | prestito                            |
| C                | Valerio Verre          | Empoli          | fine prestito                       |
| C                | Gonzalo Villar         | Roma            | prestito                            |
| C                | Harry Winks            | Tottenham       | prestito                            |
| A                | Francesco Caputo       | Sassuolo        | riscatto cartellino (3,5 milioni €) |
| A                | Manuel De Luca         | Perugia         | fine prestito                       |
| Altre operazioni |                        |                 |                                     |
| R.               | Nome                   | da              | Modalità                            |
| D                | Lorenzo Campaner       | Arezzo          | fine prestito                       |
| D                | Alessandro Cesari      | Torino          | definitivo                          |
| D                | Fabio Depaoli          | Verona          | fine prestito                       |
| D                | Emanuel Ercolano       | Latina          | fine prestito                       |
| D                | Tommaso Farabegoli     | Ancona          | fine prestito                       |
| D                | Ertijon Gega           | Cavese          | definitivo                          |
| D                | Simone Giordano        | Piacenza        | fine prestito                       |
| D                | Maxime Leverbe         | Pisa            | prestito                            |
| D                | Alessandro Marocco     | Inter           | definitivo                          |
| D                | Samuli Miettinen       | KuPS            | prestito                            |
| D                | Ludovico Mosca         | Pro Vercelli    | definitivo                          |
| D                | Alessio Muratori       | Roma            | definitivo                          |
| D                | Lorenzo Peretti        | Inter           | prestito                            |
| D                | Federico Savio         | Juventus        | prestito                            |
| C                | Leonardo Benedetti     | Imolese         | fine prestito                       |
| C                | Michael Brentan        | Pro Sesto       | fine prestito                       |
| C                | Lucas Caruana          | Hibernians      | definitivo                          |
| C                | Nicolò Francofonte     | Gubbio          | fine prestito                       |
| C                | Antonio Metlika        | Virtus Verona   | definitivo                          |
| C                | Mateus Cecchini Muller | Entella         | prestito                            |
| C                | Lorenzo Sabattini      | Ancona          | fine prestito                       |
| C                | Nicolò Uberti          | Inter           | prestito                            |
| A                | Federico Bonazzoli     | Salernitana     | fine prestito                       |
| A                | Felice D'Amico         | Gubbio          | fine prestito                       |
| A                | Marco Delle Monache    | Pescara         | definitivo (1,5 milioni €)          |
| A                | Erik Gerbi             | Timișoara       | fine prestito                       |
| A                | Mihailo Ivanović       | Vojvodina       | prestito (0,2 milioni €)            |
| A                | Antonino La Gumina     | Como            | fine prestito                       |
| A                | Samuel Ntanda Lukisa   | Sint-Truiden    | definitivo                          |
| A                | Nik Prelec             | Olimpia Lubiana | fine prestito                       |
| A                | Matteo Stoppa          | Juve Stabia     | fine prestito                       |
| A                | Ernesto Torregrossa    | Pisa            | fine prestito                       |

| Cessioni         | Cessioni             | Cessioni                  | Cessioni                          |
| R.               | Nome                 | a                         | Modalità                          |
| ---------------- | -------------------- | ------------------------- | --------------------------------- |
| P                | Wladimiro Falcone    | Lecce                     | prestito                          |
| D                | Giangiacomo Magnani  | Verona                    | fine prestito                     |
| D                | Maya Yoshida         | Schalke 04                | svincolato                        |
| C                | Kristoffer Askildsen | Lecce                     | prestito                          |
| C                | Antonio Candreva     | Salernitana               | prestito                          |
| C                | Mikkel Damsgaard     | Brentford                 | definitivo (15 milioni €)         |
| C                | Albin Ekdal          | Spezia                    | svincolato                        |
| C                | Stefano Sensi        | Inter                     | fine prestito                     |
| C                | Morten Thorsby       | Union Berlino             | definitivo (3 milioni €)          |
| A                | Sebastian Giovinco   |                           | svincolato                        |
| A                | Vladyslav Suprjaha   | Dinamo Kiev               | fine prestito                     |
| Altre operazioni |                      |                           |                                   |
| R.               | Nome                 | a                         | Modalità                          |
| P                | Ivan Saio            | Arzignano                 | prestito                          |
| D                | Luigi Aquino         | Turris                    | prestito                          |
| D                | Giovanni Bonfanti    | Pontedera                 | prestito                          |
| D                | Lorenzo Campaner     | Prato                     | prestito                          |
| D                | Fabio Depaoli        | Verona                    | prestito                          |
| D                | Davide De Vivo       | Matera                    | prestito                          |
| D                | Emanuel Ercolano     | Turris                    | prestito                          |
| D                | Tommaso Farabegoli   | Sangiuliano City          | definitivo                        |
| D                | Giovanni Gaffi       | Pisa                      | prestito                          |
| D                | Simone Giordano      | Ascoli                    | prestito                          |
| D                | Maxime Leverbe       | Benevento                 | prestito                          |
| D                | Marco Somma          | Pontedera                 | prestito                          |
| C                | Leonardo Benedetti   | Bari                      | prestito                          |
| C                | Michael Brentan      | AlbinoLeffe               | svincolato                        |
| C                | Marco Bontempi       | Arzignano                 | prestito                          |
| C                | Nicolò Francofonte   | Gubbio                    | definitivo                        |
| C                | Antonio Metlika      | Sangiuliano City          | prestito                          |
| C                | Lorenzo Sabattini    | Flaminia CivitaCastellana | definitivo                        |
| C                | Alfonso Sepe         | San Donato Tavarnelle     | prestito                          |
| A                | Federico Bonazzoli   | Salernitana               | definitivo (5 milioni €)          |
| A                | Gianluca Caprari     | Verona                    | riscatto cartellino (5 milioni €) |
| A                | Felice D'Amico       | Pro Sesto                 | prestito                          |
| A                | Marco Delle Monache  | Pescara                   | prestito                          |
| A                | Lorenzo Di Stefano   | Gubbio                    | prestito                          |
| A                | Erik Gerbi           | Pro Sesto                 | prestito                          |
| A                | Antonino La Gumina   | Benevento                 | prestito                          |
| A                | Nik Prelec           | WSG Swarovski Tirol       | definitivo                        |
| A                | Matteo Stoppa        | L.R. Vicenza              | prestito                          |
| A                | Ernesto Torregrossa  | Pisa                      | prestito                          |

### Sessione invernale(dal 2/1 al 31/1)
| Acquisti         | Acquisti          | Acquisti      | Acquisti                         |
| R.               | Nome              | da            | Modalità                         |
| ---------------- | ----------------- | ------------- | -------------------------------- |
| P                | Martin Turk       | Parma         | prestito                         |
| D                | Bram Nuytinck     | Udinese       | definitivo                       |
| D                | Koray Günter      | Hellas Verona | prestito con obbligo di riscatto |
| D                | Alessandro Zanoli | Napoli        | prestito                         |
| C                | Emirhan İlkhan    | Torino        | prestito                         |
| C                | Mickaël Cuisance  | Venezia       | prestito                         |
| A                | Sam Lammers       | Empoli        | prestito                         |
| Altre operazioni |                   |               |                                  |
| R.               | Nome              | da            | Modalità                         |
| D                | Kaique Rocha      | Internacional | fine prestito                    |
| C                | Abdelhamid Sabiri | Fiorentina    | prestito                         |

| Cessioni | Cessioni            | Cessioni   | Cessioni                         |
| R.       | Nome                | a          | Modalità                         |
| -------- | ------------------- | ---------- | -------------------------------- |
| D        | Bartosz Bereszyński | Napoli     | prestito con diritto di riscatto |
| D        | Alex Ferrari        | Cremonese  | prestito con diritto di riscatto |
| C        | Abdelhamid Sabiri   | Fiorentina | definitivo                       |
| C        | Gonzalo Villar      | Roma       | fine prestito                    |
| C        | Ronaldo Vieira      | Torino     | prestito                         |
| C        | Valerio Verre       | Palermo    | prestito con diritto di opzione  |
| A        | Francesco Caputo    | Empoli     | prestito con obbligo di riscatto |

### Operazioni esterne alle sessioni
| Acquisti | Acquisti         | Acquisti | Acquisti         | Acquisti   |
| R.       | Nome             | da       | Data             | Modalità   |
| -------- | ---------------- | -------- | ---------------- | ---------- |
| D        | Marios Oikonomou |          | 17 febbraio 2023 | svincolato |
| A        | Jesé             |          | 9 febbraio 2023  | svincolato |

| Cessioni | Cessioni | Cessioni | Cessioni | Cessioni |
| R.       | Nome     | a        | Data     | Modalità |
| -------- | -------- | -------- | -------- | -------- |

## Risultati

### Serie A

#### Girone di andata
| Arbitro: | Dionisi (L'Aquila) |

|  |           |                         |
|  | Marcatori | 26’ Tolói 90+5’ Lookman |

| Genova 22 agosto 2022, ore 20:45 CEST 2ª giornata | Sampdoria        | 0 – 0 referto | Juventus | Stadio Luigi Ferraris (27 573 spett.)\| Arbitro: \| Abisso (Palermo) \| |
| Arbitro:                                          | Abisso (Palermo) |               |          |                                                                         |

| Arbitro: | Massa (Imperia) |

|                                              |           |  |
| Dia 7’ Bonazzoli 16’ Vilhena 50’ Botheim 76’ | Marcatori |  |

| Arbitro: | Aureliano (Bologna) |

|                  |           |              |
| Gabbiadini 90+2’ | Marcatori | 21’ Immobile |

| Arbitro: | Valeri (Roma) |

|                              |           |            |
| Audero 44’ (aut.) Doig 45+3’ | Marcatori | 40’ Caputo |

| Arbitro: | Fabbri (Ravenna) |

|             |           |                              |
| Đuričić 57’ | Marcatori | 6’ Messias 67’ (rig.) Giroud |

| Arbitro: | Sozza (Seregno) |

|                              |           |            |
| Murillo 12’ (aut.) Nzola 72’ | Marcatori | 11’ Sabiri |

| Arbitro: | Ayroldi (Molfetta) |

|  |           |                                     |
|  | Marcatori | 11’ Pessina 67’ Caprari 90+5’ Sensi |

| Arbitro: | Piccinini (Forlì) |

|               |           |             |
| Domínguez 32’ | Marcatori | 72’ Đuričić |

| Arbitro: | Di Bello (Brindisi) |

|  |           |                      |
|  | Marcatori | 9’ (rig.) Pellegrini |

| Arbitro: | Maresca (Napoli) |

|  |           |            |
|  | Marcatori | 78’ Colley |

| Arbitro: | Massimi (Termoli) |

|                                    |           |  |
| De Vrij 21’ Barella 44’ Correa 73’ | Marcatori |  |

| Arbitro: | Marinelli (Tivoli) |

|  |           |                               |
|  | Marcatori | 4’ Bonaventura 58’ Milenković |

| Arbitro: | Massa (Imperia) |

|                         |           |  |
| Radonjić 29’ Vlašić 59’ | Marcatori |  |

| Arbitro: | Doveri (Roma 1) |

|  |           |                         |
|  | Marcatori | 45+1’ Colombo 83’ Banda |

| Arbitro: | Maresca (Napoli) |

|                    |           |                            |
| Berardi 64’ (rig.) | Marcatori | 25’ Gabbiadini 28’ Augello |

| Arbitro: | Abisso (Palermo) |

|  |           |                              |
|  | Marcatori | 19’ Osimhen 82’ (rig.) Elmas |

| Arbitro: | Santoro (Messina) |

|            |           |  |
| Ebuehi 55’ | Marcatori |  |

| Arbitro: | Mariani (Aprilia) |

|  |           |              |
|  | Marcatori | 88’ Ehizibue |

#### Girone di ritorno
| Arbitro: | Doveri (Roma 1) |

|                       |           |  |
| Mæhle 42’ Lookman 57’ | Marcatori |  |

| Arbitro: | Chiffi (Padova) |

|                                  |           |                     |
| Petagna 32’ Pessina 90+9’ (rig.) | Marcatori | 12’, 58’ Gabbiadini |

| Genova 13 febbraio 2023, ore 20:45 CET 22ª giornata | Sampdoria        | 0 – 0 referto | Inter | Stadio Luigi Ferraris (21,575 spett.)\| Arbitro: \| Maresca (Napoli) \| |
| Arbitro:                                            | Maresca (Napoli) |               |       |                                                                         |

| Arbitro: | Irrati (Firenze) |

|                   |           |                          |
| Sabiri 60’ (rig.) | Marcatori | 27’ Soriano 90’ Orsolini |

| Arbitro: | Colombo (Como) |

|                  |           |  |
| Luis Alberto 80’ | Marcatori |  |

| Genova 5 marzo 2023, ore 15:00 CET 25ª giornata | Sampdoria       | 0 – 0 referto | Salernitana | Stadio Luigi Ferraris (20 353 spett.)\| Arbitro: \| Massa (Imperia) \| |
| Arbitro:                                        | Massa (Imperia) |               |             |                                                                        |

| Arbitro: | Prontera (Bologna) |

|                                        |           |                         |
| Bremer 11’ Rabiot 26’, 64’ Soulé 90+4’ | Marcatori | 31’ Augello 32’ Đuričić |

| Arbitro: | Mariani (Roma) |

|                                  |           |             |
| Gabbiadini 24’, 35’ Zanoli 90+8’ | Marcatori | 88’ Faraoni |

| Arbitro: | Irrati (Firenze) |

|                                                   |           |  |
| Wijnaldum 57’ Dybala 88’ (rig.) El Shaarawy 90+4’ | Marcatori |  |

| Arbitro: | Doveri (Roma) |

|                       |           |                                               |
| Léris 15’ Lammers 66’ | Marcatori | 35’ Ghiglione 85’ Lochoshvili 90+5’ Sernicola |

| Arbitro: | Mariani (Aprilia) |

|            |           |          |
| Ceesay 31’ | Marcatori | 75’ Jesé |

| Arbitro: | Maresca (Napoli) |

|            |           |           |
| Amione 23’ | Marcatori | 59’ Verde |

| Arbitro: | Giua (Olbia) |

|                                                             |           |  |
| Castrovilli 45+2’ Dodô 62’ Duncan 66’ Kouamé 76’ Terzić 89’ | Marcatori |  |

| Arbitro: | Camplone (Pescara) |

|  |           |                               |
|  | Marcatori | 31’ Buongiorno 90+4’ Pellegri |

| Arbitro: | Baroni (Firenze) |

|                       |           |  |
| Pereyra 9’ Masina 34’ | Marcatori |  |

| Arbitro: | Feliciani (Teramo) |

|            |           |               |
| Zanoli 34’ | Marcatori | 90+3’ Piccoli |

| Arbitro: | Fourneau (Roma 1) |

|                                              |           |                  |
| Leão 9’ Giroud 23’, 29’ (rig.), 68’ Díaz 63’ | Marcatori | 20’ Quagliarella |

| Arbitro: | Meraviglia (Pistoia) |

|                                |           |                         |
| Gabbiadini 8’ Erlić 78’ (aut.) | Marcatori | 9’ Berardi 11’ Henrique |

| Arbitro: | Feliciani (Teramo) |

|                                |           |  |
| Osimhen 64’ (rig.) Simeone 85’ | Marcatori |  |

### Coppa Italia

#### Turni eliminatori
| Arbitro: | Ferrieri Caputi (Livorno) |

|                   |           |  |
| Sabiri 67’ (rig.) | Marcatori |  |

| Arbitro: | Zufferli (Udine) |

|                                                                                  |                      |                                                                                        |
| Verre 10’ Caputo 118’                                                            | Marcatori            | 33’ Collocolo 110’ Donati                                                              |
| Gabbiadini Villar Đuričić Caputo Verre Augello Conti Léris Murru Ferrari Contini | Tiri di rigore 9 – 8 | Botteghin Eramo Falasco Gondo Caligara Falzerano Bidaoui Donati Quaranta Tavcar Guarna |

#### Fase finale
| Arbitro: | Paterna (Teramo) |

|           |           |  |
| Barák 25’ | Marcatori |  |

## Statistiche

### Statistiche di squadra
| Competizione | Punti | In casa | In casa | In casa | In casa | In casa | In casa | In trasferta | In trasferta | In trasferta | In trasferta | In trasferta | In trasferta | Totale | Totale | Totale | Totale | Totale | Totale | DR  |
| Competizione | Punti | G       | V       | N       | P       | Gf      | Gs      | G            | V            | N            | P            | Gf           | Gs           | G      | V      | N      | P      | Gf     | Gs     | DR  |
| ------------ | ----- | ------- | ------- | ------- | ------- | ------- | ------- | ------------ | ------------ | ------------ | ------------ | ------------ | ------------ | ------ | ------ | ------ | ------ | ------ | ------ | --- |
| Serie A      | 19    | 19      | 1       | 7       | 11      | 12      | 28      | 19           | 2            | 3            | 14           | 12           | 43           | 38     | 3      | 10     | 25     | 24     | 71     | -47 |
| Coppa Italia | -     | 2       | 1       | 1       | 0       | 3       | 2       | 1            | 0            | 0            | 1            | 0            | 1            | 3      | 1      | 1      | 1      | 3      | 3      | 0   |
| Totale       | -     | 21      | 2       | 8       | 11      | 15      | 30      | 20           | 2            | 3            | 15           | 12           | 44           | 41     | 4      | 11     | 26     | 27     | 74     | -47 |

### Andamento in campionato
| Giornata  | 1  | 2  | 3  | 4  | 5  | 6  | 7  | 8  | 9  | 10 | 11 | 12 | 13 | 14 | 15 | 16 | 17 | 18 | 19 | 20 | 21 | 22 | 23 | 24 | 25 | 26 | 27 | 28 | 29 | 30 | 31 | 32 | 33 | 34 | 35 | 36 | 37 | 38 |
| --------- | -- | -- | -- | -- | -- | -- | -- | -- | -- | -- | -- | -- | -- | -- | -- | -- | -- | -- | -- | -- | -- | -- | -- | -- | -- | -- | -- | -- | -- | -- | -- | -- | -- | -- | -- | -- | -- | -- |
| Luogo     | C  | C  | T  | C  | T  | C  | T  | C  | T  | C  | T  | T  | C  | T  | C  | T  | C  | T  | C  | T  | T  | C  | C  | T  | C  | T  | C  | T  | C  | T  | C  | T  | C  | T  | C  | T  | C  | T  |
| Risultato | P  | N  | P  | N  | P  | P  | P  | P  | N  | P  | V  | P  | P  | P  | P  | V  | P  | P  | P  | P  | N  | N  | P  | P  | N  | P  | V  | P  | P  | N  | N  | P  | P  | P  | N  | P  | N  | P  |
| Posizione | 11 | 12 | 15 | 15 | 17 | 18 | 19 | 20 | 20 | 20 | 18 | 18 | 18 | 19 | 19 | 18 | 19 | 19 | 19 | 19 | 19 | 19 | 19 | 20 | 19 | 19 | 19 | 19 | 20 | 20 | 20 | 20 | 20 | 20 | 20 | 20 | 20 | 20 |

Legenda:

Luogo: C = Casa; T = Trasferta. Risultato: V = Vittoria; N = Pareggio; P = Sconfitta.